# Nicetes Jordi
Nicetes Jordi (en llatí Nicetas Georgius, en grec Νικήτας) va ser un escriptor eclesiàstic romà d'Orient que va viure en una data incerta.
Va escriure Epistolae de Creatione Hominis, que es conserva a l'antiga biblioteca imperial de Viena.
L'obra és mencionada pel bibliògraf Fabricius